# Mainzer Fastnachtsarchiv
Das Mainzer Fastnachtsarchiv wurde im Jahr 1972 auf Initiative des damaligen Bürgermeisters und Sozialdezernenten Karl Delorme (1920–2011) gegründet.

## Das Mainzer Fastnachtsarchiv
Das Archiv sollte Objekte und Dokumente zur Mainzer Fassenacht zusammentragen, die den Fundus für ein zukünftiges Fastnachtsmuseum bilden sollten. Alle Mainzer Bürgerinnen und Bürger, alle Vereine und Korporationen waren aufgerufen, dem Archiv „närrische“ Exponate wie Orden, Uniformen und Kostüme, Schriftstücke, Fotos, Audio- und Filmdokumente zu stiften. Die reichlich gespendeten Objekte wurden zuerst im „Pulverturm“ in der Oberstadt gelagert.
Als Leiter des Fastnachtsarchivs konnte Karl Delorme den Leiter des Mainzer Stadtarchivs, Ludwig Falck (1928–2021), gewinnen. Nach einem von Falck entwickelten Archivplan wurden von ehrenamtlichen Helfern die Objekte in einem Zugangsbuch erfasst, Karteikarten und Register angelegt. 
Nach Eröffnung des neuen Mainzer Rathauses fand das Fastnachtsarchiv dort für einige Jahre sein Domizil, bevor es in die Neubrunnenstraße, links vor dem „Neubrunnenbad“, umzog. Auf Ludwig Falck als Archivleiter folgte Friedrich Schütz (1936 – 2007), ebenfalls ehemals Leiter des Mainzer Stadtarchivs. Seit 1983 im Ruhestand, verfolgte Karl Delorme das Projekt Fastnachtsmuseum weiter. Auf seine Initiative geht die Gründung der „Gesellschaft der Freunde und Förderer des Mainzer Fastnachtsmuseums e. V.“ im Jahr 1991 zurück.  Mitbegründer war Gerd Ludwig, der den später in „Förderverein Mainzer Fastnachtmuseum e. V.“ umbenannten Verein bis 2022 als 1. Vorsitzender leitete.

## Sonderausstellungen
Um den Gedanken eines zukünftigen Fastnachtsmuseums lebendig zu halten und den Mainzerinnen und Mainzern sowie Touristen die Archivschätze zu präsentieren, wurden regelmäßig Sonderausstellungen im Rathausfoyer, in Banken und Schaufenstern organisiert:
- 1973: „Kleines Fastnachtsmuseum“ in der Schalterhalle der ehem. Eisenbahnsparkasse in der Rhabanusstraße
- 1974: „Aus dem Mainzer Fastnachtsarchiv“ im ersten Stock des Mainzer Kaufhofs
- 1976: „Närrisches Allerlei (Mosaiksteine zur Mainzer Fastnachtsgeschichte)“ im Rathausfoyer. Dies Ausstellung stieß mit 35.000 Besucherinnen und Besuchern auf großes Publikumsinteresse.
- 1977: „Raten und Preise gewinnen“ im Mainzer Kaufhof. Zu erraten war die Anzahl der in einem großen Glas in einem Schaufenster ausgestellten Fastnachtsorden.
- 1978 folgte das Ausstellungs-Quiz „Kennen Sie die Mainzer Garden? Welcher Gardist trägt ein falsches Uniformstück?“, ebenfalls in einem Schaufenster des Kaufhofs.
- 1980: Die Ausstellung „Mainzer Fastnacht in Wort und Bild“ im Rathausfoyer sahen weit über 20.000 Besucher.
- 1982: Mit Unterstützung der 1977 gegründeten Jakob-Wucher-Stiftung wurde die Ausstellung „Mainzer Fastnachtsorden aus 9 x 11 Jahren“ im Rathausfoyer präsentiert.
- 1986: stellte das Fastnachtsarchiv abermals seine Schätze im Rathausfoyer aus und lenkte das Augenmerk auf die desolate Raumsituation des Archivs. Erstmals kam der Gedanke an einen Archivstandort im Proviantmagazin, dem geplanten „Haus der Archive“, auf.
- 1992: Die Ausstellung „Aus dem Mainzer Fastnachtsarchiv“ fand in drei Schaufenstern des Mainzer Finanzamtes in der Schillerstraße neben dem Proviantmagazin statt. Es sollte aber noch zwölf Jahre dauern, bis das Fastnachtsarchiv zusammen mit dem Fastnachtsmuseum sein neues Domizil im Proviantmagazin beziehen konnte.

In den 1990er Jahren verfestigte sich dann die Idee der Einrichtung eines Fastnachtsmuseums mit Archiv im Proviantmagazin. Seit 2001 wurde das Projekt vom Kulturdezernenten Peter Krawietz, dem Direktor der Wohnbau Mainz, Rainer Laub, und Karl Delorme forciert.
Am 4. Juni 2004 wurde das Mainzer Fastnachtmuseum im Proviantamt eröffnet. Die Exponate der Dauerausstellung stammten aus dem inzwischen auf mehr als 20.000 Objekte angewachsenen Archivfundus. Das Fastnachtsarchiv in Trägerschaft der Stadt Mainz wurde räumlich ins Museum integriert. Träger des Fastnachtmuseums wurde der Förderverein, der den Museums- und Archivbetrieb unter der Leitung von Friedrich Schütz mit ehrenamtlichen Mitarbeiterinnen und Mitarbeitern stemmte. Nach dem Tod von Friedrich Schütz 2007 konnte Michael Kläger als Leiter des Fastnachtsarchivs gewonnen werden. Mit ihm und seinem ehrenamtlichen Team begann die Digitalisierung der Archivbestände. Im Jahr 2017 ging das auf inzwischen mehr als 33.000 Objekte angewachsene Mainzer Fastnachtsarchiv in die Trägerschaft des Fördervereins Mainzer Fastnachtsmuseum e. V. über.